# 福井鸟属
福井鸟属（学名：Fukuipteryx）是一屬已滅絕的基幹鳥翼類恐龍，化石發現於日本北谷層的早白堊世沉積物中。

## 下属物种
本属包括以下物种：
- 原始福井鸟 Fukuipteryx prima Imai et al., 2019，日本福井县立大学恐龙研究所的今井拓哉(Takuya Imai)博士在日本中部胜山县的一个采石场发现了这种原始鸟化石[2]